# Finska mästerskapet i bandy 1928
Finska mästerskapet i bandy 1928 spelades i cupform. Laget som vann var HJK.

## Matcher

### Omgång 1
| Lag 1   | Resultat | Lag 2    |
| ------- | -------- | -------- |
| Vasa IS | 4–1      | IF Drott |

### Omgång 2
| Lag 1           | Resultat  | Lag 2              |
| --------------- | --------- | ------------------ |
| VPS             | walk over | Oulun Palloseura   |
| Vasa IS         | 6–0       | IFK Vasa           |
| Viipurin Reipas | 5–1       | Savonlinnan Riento |

### Omgång 3
| Lag 1                      | Resultat  | Lag 2                        |
| -------------------------- | --------- | ---------------------------- |
| VPS                        | 5–4       | Vasa IS                      |
| HJK                        | walk over | Tampereen Palloilijat        |
| Varkauden Sk:n Palloilijat | 8–5       | KuPS                         |
| IFK Helsingfors            | 3–1       | Viipurin Reipas              |
| TPS                        | 3–2       | Åbö IFK                      |
| Viipurin Sudet             | 13–2      | Lappeenrannan Urheilu-Miehet |

### Omgång 4
| Lag 1           | Resultat | Lag 2                      |
| --------------- | -------- | -------------------------- |
| HJK             | 5–0      | VPS                        |
| Kronohagens IF  | 10–3     | Varkauden Sk:n Palloilijat |
| IFK Helsingfors | 5–4      | TPS                        |
| Viipurin Sudet  | 4–3      | Helsingin Palloseura       |

### Semifinaler
| Lag 1          | Resultat | Lag 2           |
| -------------- | -------- | --------------- |
| HJK            | 3–1      | Kronohagens IF  |
| Viipurin Sudet | 9–2      | IFK Helsingfors |

### Final
- Spelades i Helsingfors

| Lag 1 | Resultat  | Lag 2          |
| ----- | --------- | -------------- |
| HJK   | 4–3 (2-2) | Viipurin Sudet |

## Slutställning
| Placering | Lag             |
| --------- | --------------- |
| 1.        | HJK             |
| 2.        | Viipurin Sudet  |
| 3.        | Kronohagens IF  |
| 3.        | IFK Helsingfors |

## AIF-final
| Lag 1       | Resultat | Lag 2          |
| ----------- | -------- | -------------- |
| Töölön Vesa | 2-1      | Helsingin Jyry |